# Liste der Flughäfen in Iran

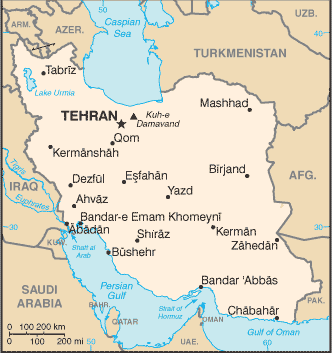
Karte von Iran

Diese Liste der Flughäfen in Iran ist nach Typ gruppiert und nach Ort sortiert.
Im Jahr 2013 hatte Iran 319 Flughäfen. In der Rangliste der Länder mit den meisten Flughäfen belegte Iran damit den 22. Platz.
Die Islamische Republik Iran ist ein Staat in Vorderasien. Im Norden grenzt er an Armenien, Aserbaidschan, das Kaspische Meer und Turkmenistan, im Osten an Afghanistan und Pakistan, im Süden an den Golf von Oman und den Persischen Golf, im Westen an Irak und im Nordwesten an die Türkei.  Die Hauptstadt und größte Stadt ist Teheran.

## Flughäfen

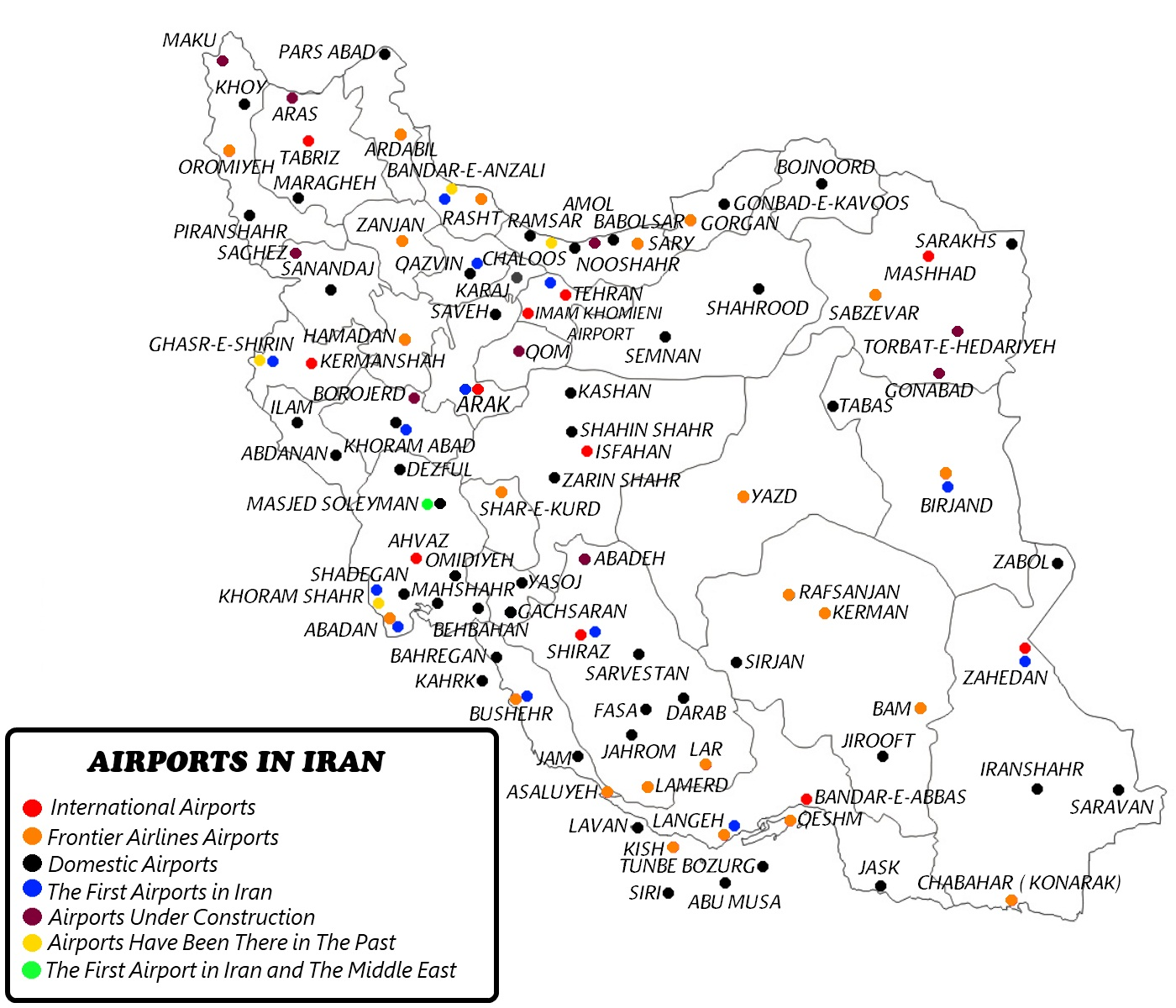
Flughäfen in Iran

Auf fettgedruckten Flughäfen gibt es kommerziellen Linienverkehr.
| Flugplatzname                                      | Bediente Metropolregion               | ICAO | IATA |
| -------------------------------------------------- | ------------------------------------- | ---- | ---- |
| Öffentliche Flughäfen                              |                                       |      |      |
| Flughafen Abadan                                   | Abadan                                | OIAA | ABD  |
| Flughafen Abdanan                                  | Abdanan                               | OICD |      |
| Flughafen Abu Musa                                 | Abu Musa (Insel)                      | OIBA | AEU  |
| Flughafen Ahvaz                                    | Ahvaz                                 | OIAW | AWZ  |
| Flughafen Arak                                     | Arak                                  | OIHR | AJK  |
| Flughafen Ardabil                                  | Ardabil                               | OITL | ADU  |
| Flughafen Assaluyeh                                | Assaluyeh                             | OIBI | YEH  |
| Persian Gulf Airport (Khalije Fars Airport)        | Assaluyeh                             | OIBP | PGU  |
| Flughafen Bābolsar                                 | Bābolsar                              | OINB |      |
| Flughafen Bahregan                                 | Bahregan                              | OIBH | IAQ  |
| Flughafen Bam                                      | Bam                                   | OIKM | BXR  |
| Flughafen Bandar Abbas                             | Bandar Abbas                          | OIKB | BND  |
| Flughafen Havadarya                                | Bandar Abbas                          | OIKP | HDR  |
| Flughafen Bandar Lengeh                            | Bandar Lengeh                         | OIBL | BDH  |
| Flughafen Behbahān                                 | Behbahān                              | OIAE |      |
| Flughafen Birdschand                               | Birdschand                            | OIMB | XBJ  |
| Flughafen Bodschnurd                               | Bodschnurd                            | OIMN | BJB  |
| Flughafen Buschehr                                 | Buschehr                              | OIBB | BUZ  |
| Flughafen Charg                                    | Charg (Insel)                         | OIBQ | KHK  |
| Flughafen Chorramabad                              | Chorramabad                           | OICK | KHD  |
| Flughafen Choy                                     | Choy                                  | OITK | KHY  |
| Flughafen Konarak                                  | Tschahbahar                           | OIZC | ZBR  |
| Flughafen Dārāb                                    | Dārāb                                 | OISD |      |
| Flughafen Dezful                                   | Dezful                                | OIAD | DEF  |
| Flughafen Dschahrom                                | Dschahrom                             | OISJ | JAR  |
| Flughafen Dschiroft                                | Dschiroft                             | OIKJ | JYR  |
| Flughafen Ella                                     | Ella                                  |      |      |
| Flughafen Eqlid                                    | Eqlid                                 | OISA |      |
| Flughafen Fasa                                     | Fasa                                  | OISF | FAZ  |
| Flughafen Firuzabad                                | Firuzabad (Provinz Teheran)           | OISZ |      |
| Flughafen Gachsaran                                | Gachsaran                             | OIAH | GCH  |
| Flughafen Garmcar                                  | Garmcar                               |      |      |
| Flughafen Ghom                                     | Ghom                                  | OIIQ |      |
| Flughafen Gonbad-e Qabus                           | Gonbad-e Qabus                        |      |      |
| Flughafen Gorgan                                   | Gorgan                                | OING | GBT  |
| Flughafen Hamadan                                  | Hamadan                               | OIHH | HDM  |
| Flughafen Ilam                                     | Ilam                                  | OICI | IIL  |
| Flughafen Irānschahr                               | Irānschahr                            | OIZI | IHR  |
| Flughafen Isfahan (Shahid Beheshti International)  | Isfahan                               | OIFM | IFN  |
| Flughafen Dschask                                  | Bandar-e Dschask                      | OIZJ | JSK  |
| Flughafen Kalaleh                                  | Kalaleh                               | OINE | KLM  |
| Flughafen Jam                                      | Kangan                                | OIBJ | KNR  |
| Flughafen Payam                                    | Karadsch                              | OIIP |      |
| Flughafen Kaschan                                  | Kaschan                               | OIFK | KKS  |
| Flughafen Kāschmar                                 | Kāschmar                              | OIMQ |      |
| Flughafen Kerman                                   | Kerman                                | OIKK | KER  |
| Flughafen Kermānschāh                              | Kermānschāh                           | OICC | KSH  |
| Flughafen Khaneh                                   | Khaneh                                | OITH | KHA  |
| Flughafen Khar Rud                                 | Khar Rud                              |      |      |
| Flughafen Kisch                                    | Kisch (Insel)                         | OIBK | KIH  |
| Flughafen Lamerd                                   | Lamerd                                | OISR | LFM  |
| Flughafen Larestan                                 | Larestan                              | OISL | LRR  |
| Flughafen Lavan                                    | Lavan (Insel)                         | OIBV | LVP  |
| Flughafen Mahmudabad (Isfahan)                     | Mahmudabad (Provinz Isfahan)          |      |      |
| Flughafen Mahmudabad (Fars)                        | Mahmudabad (Provinz Fars)             |      |      |
| Flughafen Māhschahr                                | Māhschahr                             | OIAM | MRX  |
| Flughafen Maku                                     | Maku                                  | OITU | IMQ  |
| Flughafen Kushke Nosrat                            | Manzariyeh                            | OIIC |      |
| Flughafen Sahand                                   | Maragha (Sahand)                      | OITM | ACP  |
| Flughafen Maschhad (Shahid Hashemi Nejad Airport)  | Maschhad                              | OIMM | MHD  |
| Flughafen Shahid Asyaee                            | Masdsched Soleyman                    | OIAI |      |
| Flughafen Mehtar Kalateh                           | Mehtar Kalateh                        |      |      |
| Flughafen Nouschahr                                | Nouschahr                             | OINN | NSH  |
| Flughafen Parsabad-Moghan                          | Parsabad                              | OITP | PFQ  |
| Flughafen Qazvin                                   | Qazvin (Ghazwin)                      | OIIK | GZW  |
| Flughafen Qazvin-Azadi                             | Qazvin (Ghazwin)                      | OIIA |      |
| Flughafen Qeschm                                   | Qeschm                                | OIKQ | GSM  |
| Flughafen Rafsandschan                             | Rafsandschan                          | OIKR | RJN  |
| Flughafen Rāmsar                                   | Rāmsar / Tonekābon                    | OINR | RZR  |
| Flughafen Rascht                                   | Rascht                                | OIGG | RAS  |
| Flughafen Sabsevar                                 | Sabsevar                              | OIMS | AFZ  |
| Flughafen Sanandadsch                              | Sanandadsch                           | OICS | SDG  |
| Flughafen Sarakhs                                  | Sarakhs                               | OIMC | CKT  |
| Flughafen Saravan                                  | Saravan                               | OIZS |      |
| Flughafen Dasht-e Naz                              | Sāri                                  | OINZ | SRY  |
| Flughafen Sarvestan                                | Sarvestan                             |      |      |
| Städtischer Flughafen Semnan                       | Semnan                                | OIIS |      |
| Neuer Flughafen Semnan                             | Semnan                                |      |      |
| Flughafen Schadegan                                | Schadegan                             |      |      |
| Flugplatz Shahabad                                 | Shahabad                              |      |      |
| Flughafen Schahr-e Kord                            | Schahr-e Kord                         | OIFS | CQD  |
| Flughafen Schahrud                                 | Schahrud                              | OIMJ | RUD  |
| Flughafen Schiras (Shahid Dastgheib International) | Schiras                               | OISS | SYZ  |
| Flughafen Sirdschan                                | Sirdschan                             | OIKY | SYJ  |
| Flughafen Sirri                                    | Sirri (Insel)                         | OIBS | SXI  |
| Flughafen Tabas                                    | Tabas                                 | OIMT | TCX  |
| Flughafen Täbris                                   | Täbris                                | OITT | TBZ  |
| Flughafen Qaleh Morgi                              | Teheran                               | OIIG |      |
| Flughafen Teheran-Imam Chomeini                    | Teheran                               | OIIE | IKA  |
| Flughafen Teheran-Mehrabad                         | Teheran                               | OIII | THR  |
| Flughafen Tunb                                     | Tunb-Inseln                           | OIBX |      |
| Flughafen Urmia                                    | Urmia                                 | OITR | OMH  |
| Flughafen Yasudsch                                 | Yasudsch                              | OISY | YES  |
| Flughafen Shahid Sadooghi                          | Yazd                                  | OIYY | AZD  |
| Flughafen Zābol                                    | Zābol                                 | OIZB | ACZ  |
| Flughafen Zahedan                                  | Zahedan                               | OIZH | ZAH  |
| Flughafen Zanjan                                   | Zandschan                             | OITZ | JWN  |
| Flughafen Zargan                                   | Zargan                                | OISO |      |
| Flughafen Zarinshahr                               | Zarinshahr (Zarrinshahr, Zarinschahr) | OIFV |      |
| Militärflugplätze                                  |                                       |      |      |
| Militärflugplatz Ahmadi                            | Ahmadi                                |      |      |
| Militärflugplatz Bishe Kola                        | Amol                                  | OINJ | BSM  |
| Militärflugplatz Bastak                            | Bastak                                | OIBH |      |
| Militärflugplatz Darrahi                           | Darrahi                               |      |      |
| Militärflugplatz Gorreh                            | Gorreh                                |      |      |
| Militärflugplatz Hamadan (Nojeh Padegan)           | Hamadan                               | OIHS |      |
| Militärflugplatz Badr                              | Isfahan                               | OIFP |      |
| Militärflugplatz Hesa                              | Isfahan                               | OIFE | IFH  |
| Militärflugplatz Shahid Vatan Pour                 | Isfahan                               | OIFH |      |
| Militärflugplatz Naja                              | Karadsch                              | OIIM |      |
| Militärflugplatz Kashan                            | Kaschan                               | OIFK |      |
| Militärflugplatz Nain                              | Nain                                  |      |      |
| Militärflugplatz Omidiyeh                          | Omidiyeh                              | OIAJ | OMI  |
| Militärflugplatz Qezel Qeshl                       | Qezel Qeshl                           |      |      |
| Militärflugplatz Soga                              | Soga                                  | OIMX |      |
| Militärflugplatz Doshan Tappeh                     | Teheran                               | OIID |      |
| Militärflugplatz Vayqan                            | Vayqan                                |      |      |

## Alte Karten von Flugrouten in Iran

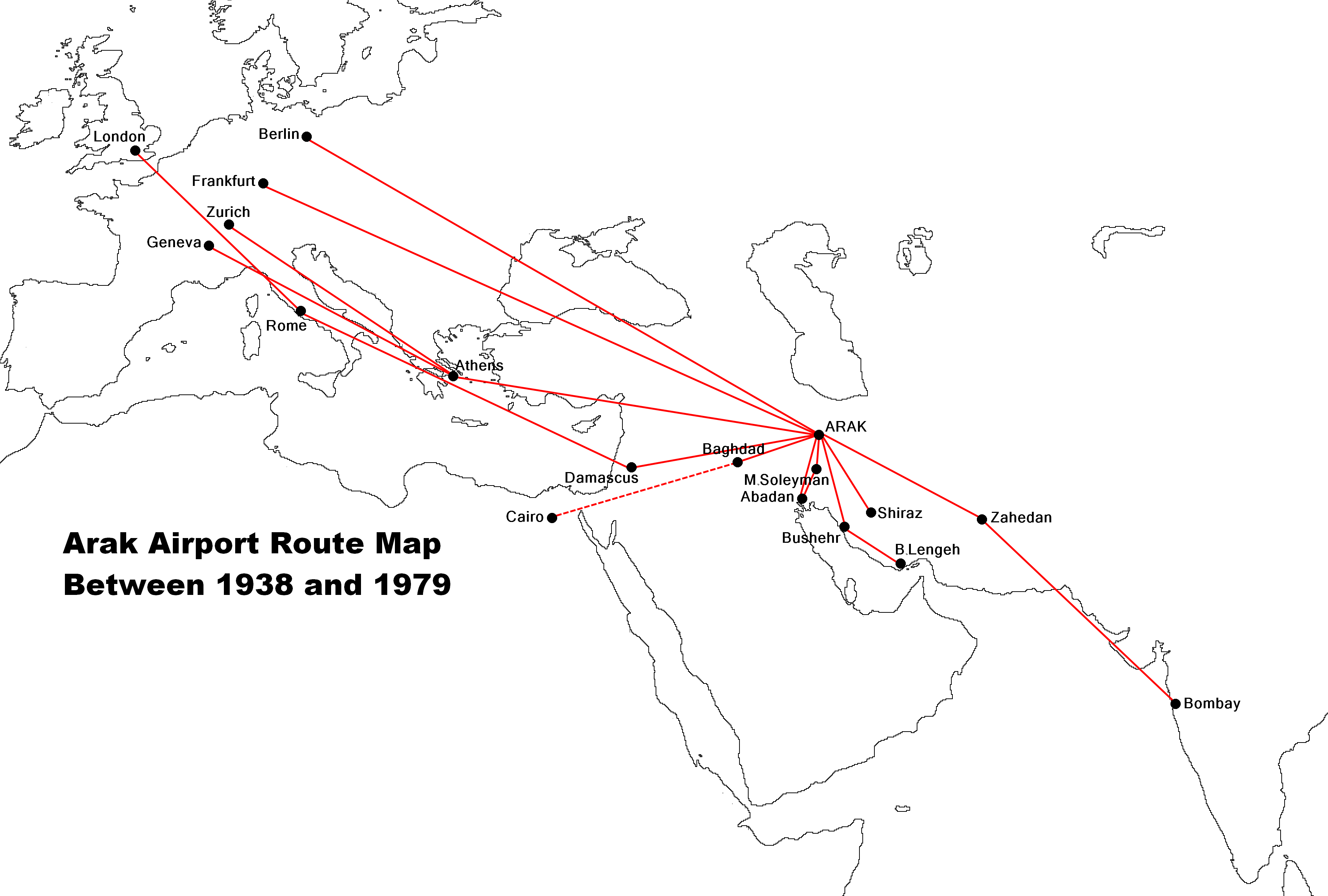
Arak
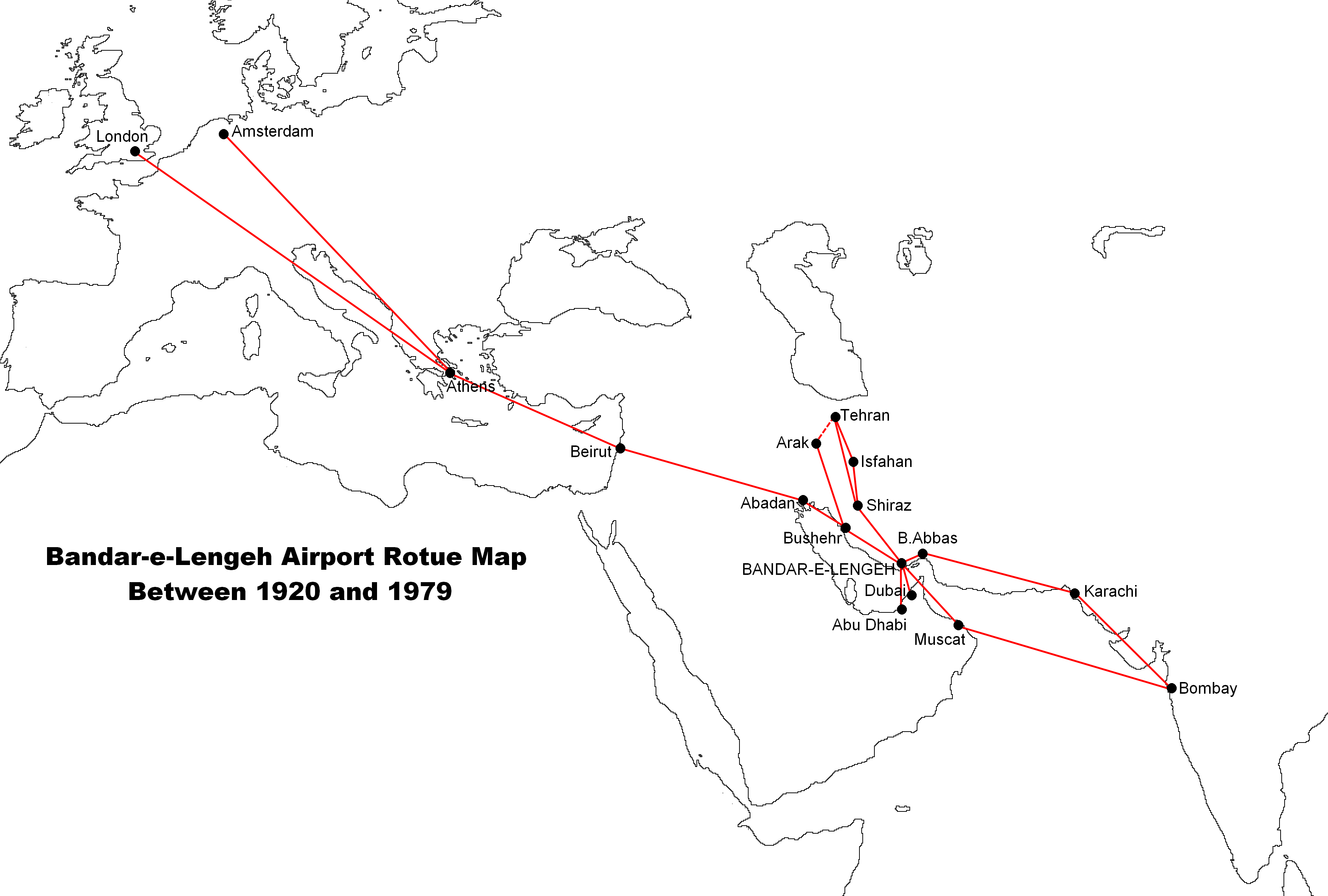
Bandar-e Lengeh
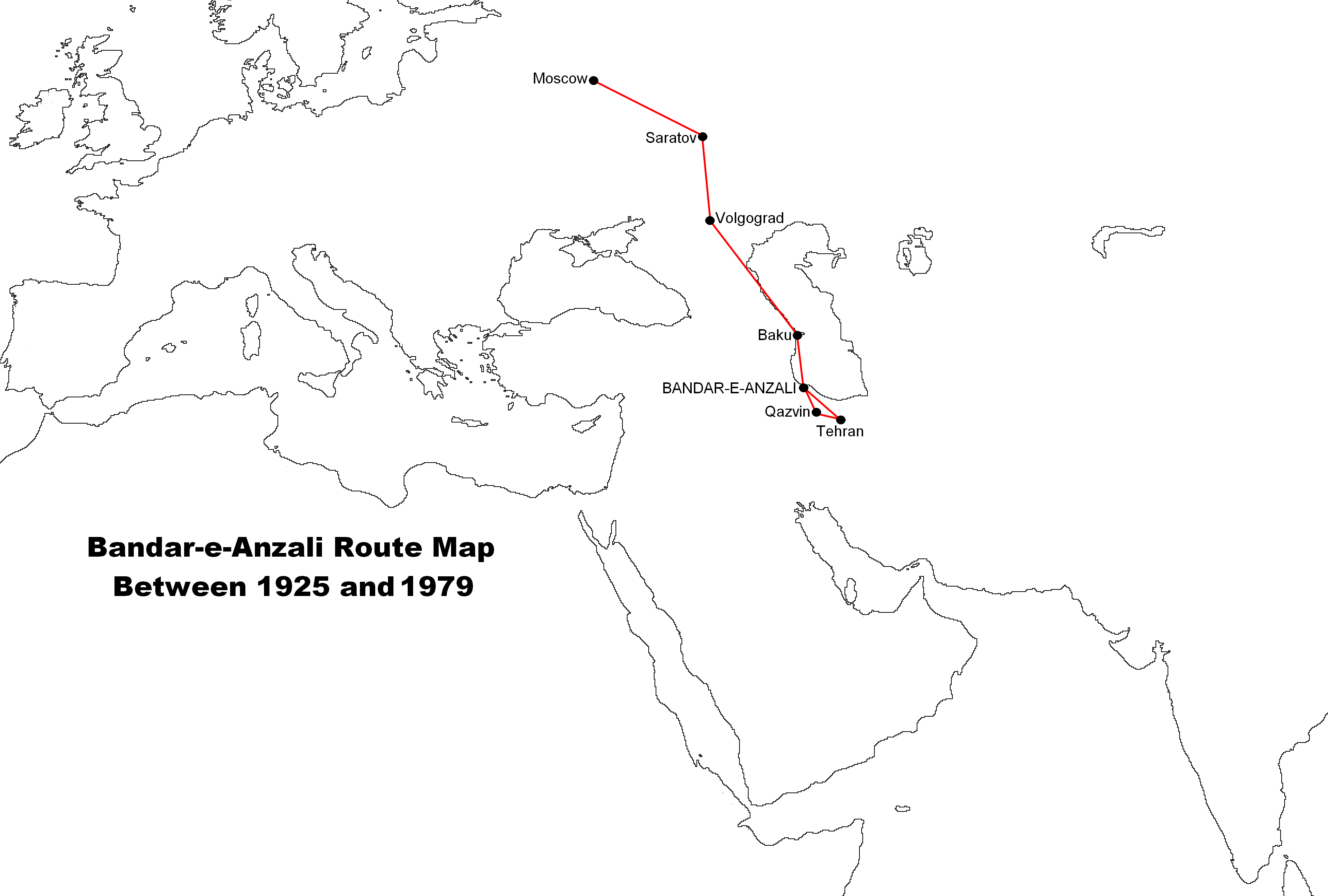
Bandar-e Anzali
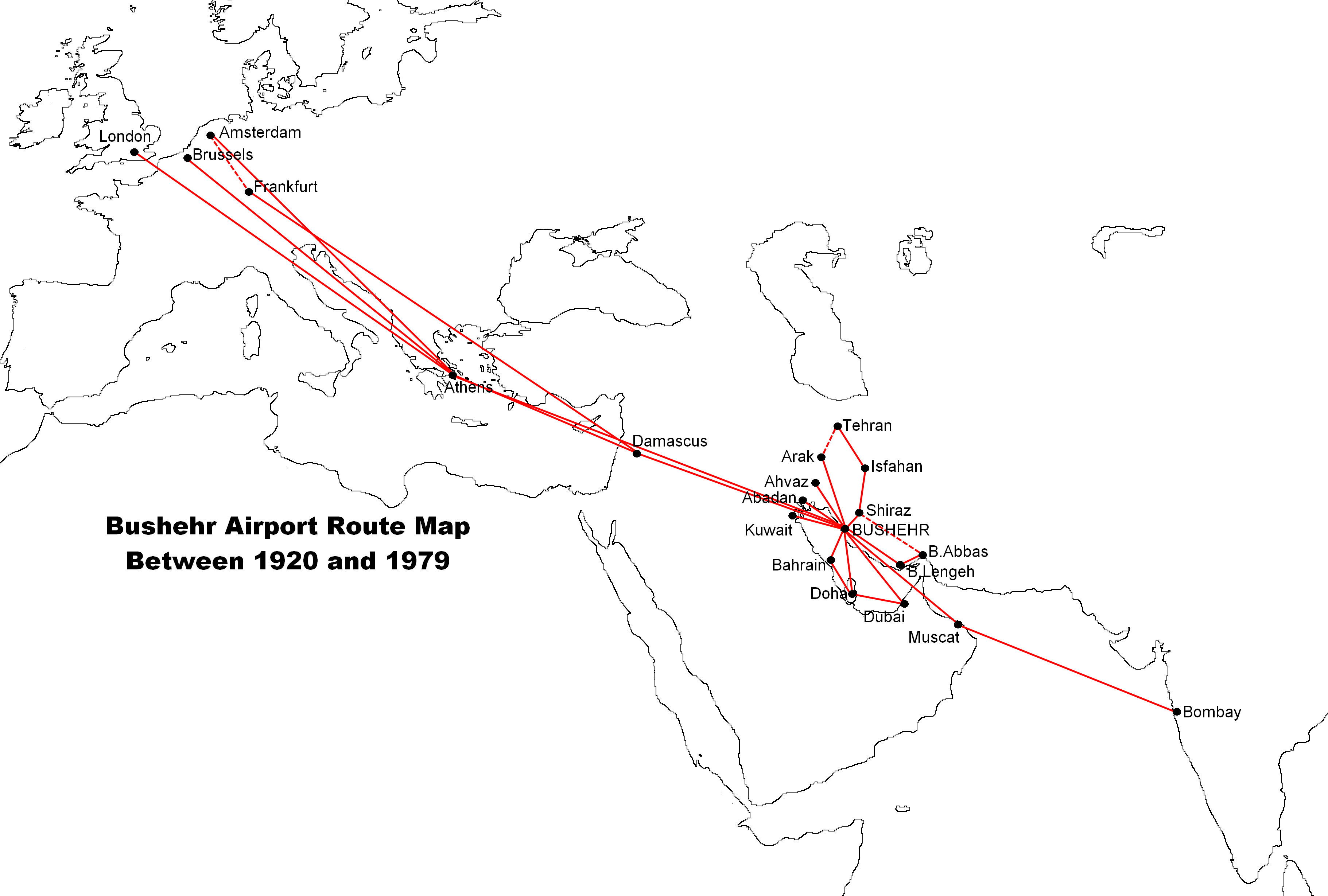
Bushehr
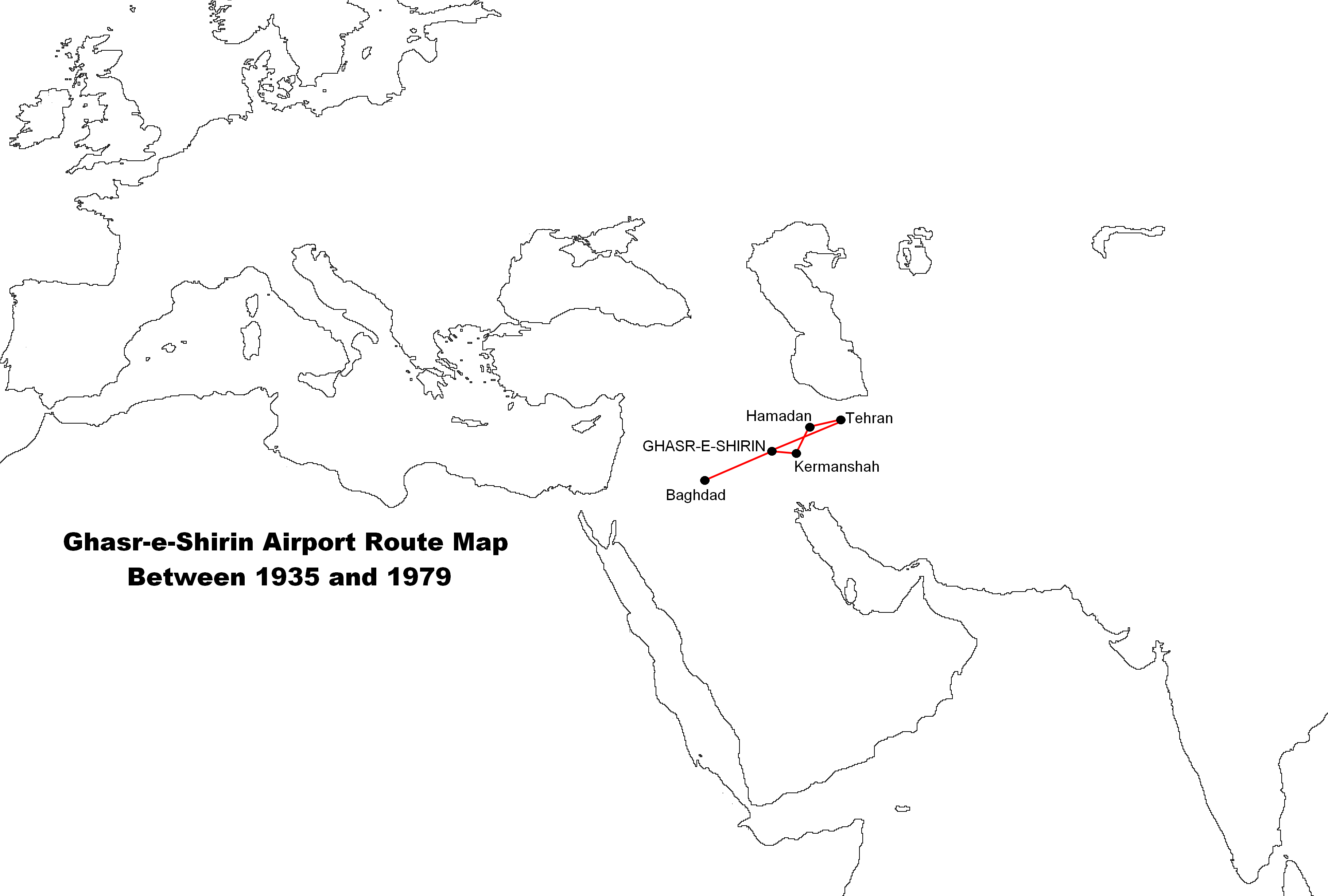
Ghasr-e Shirin
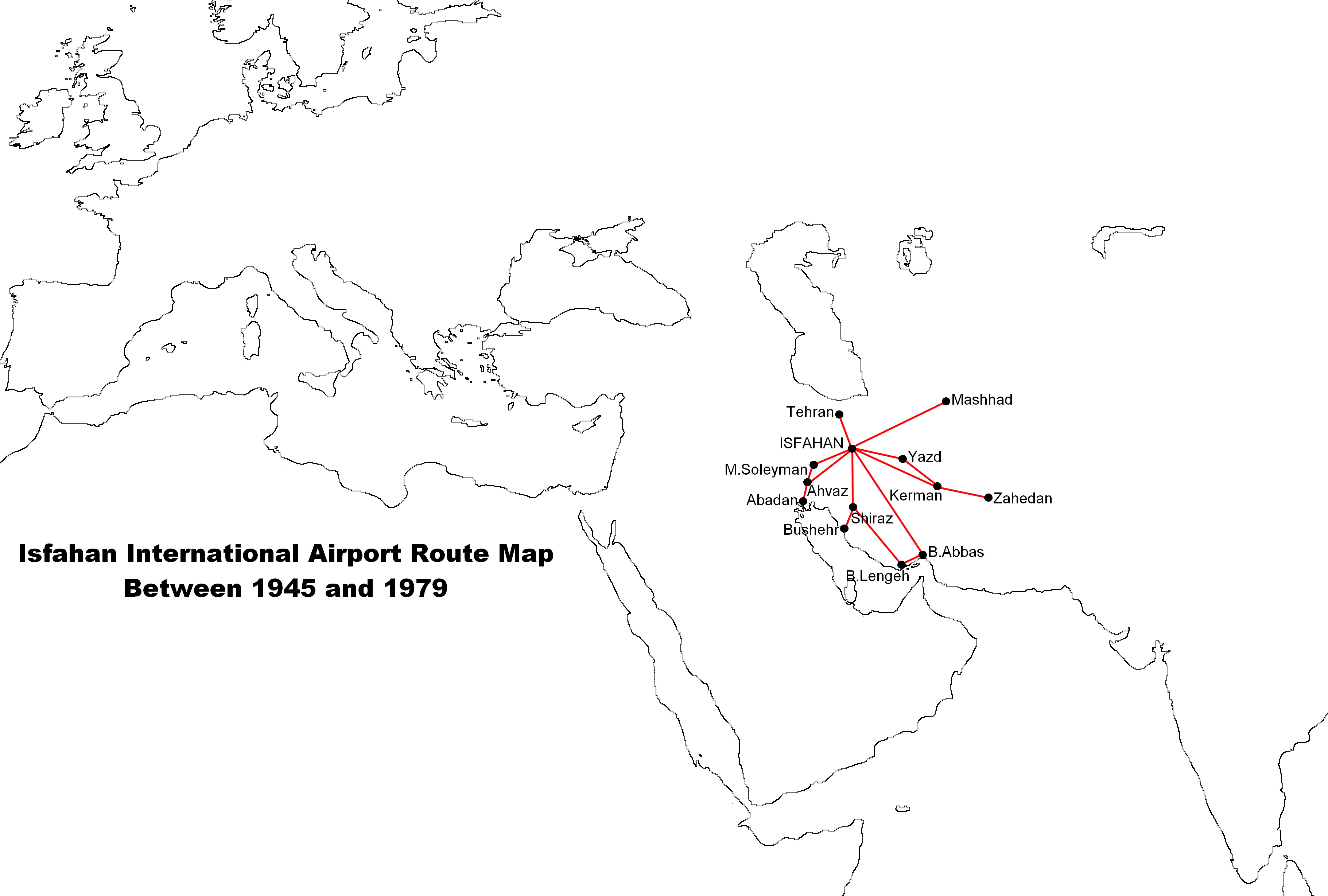
Isfahan
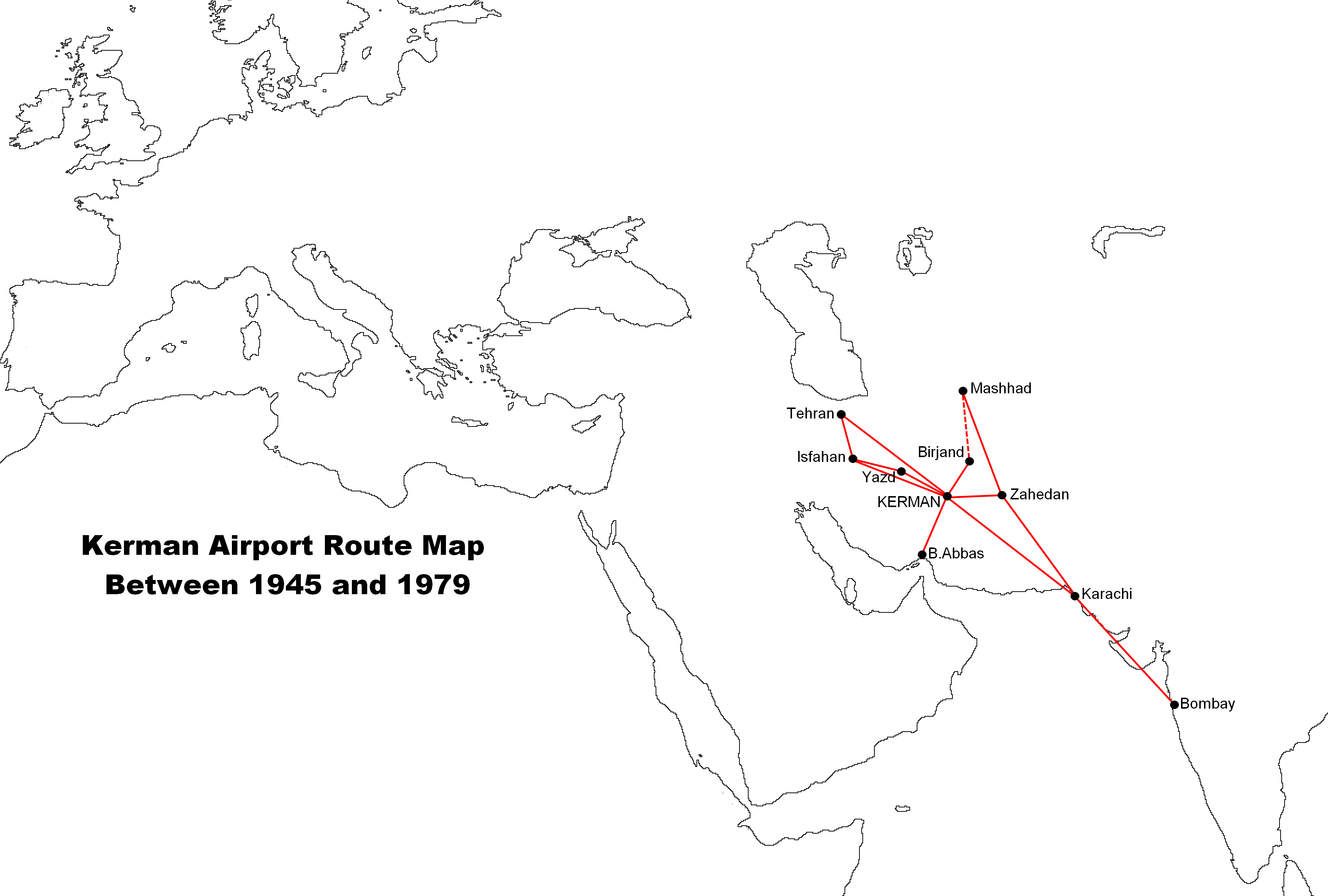
Kerman
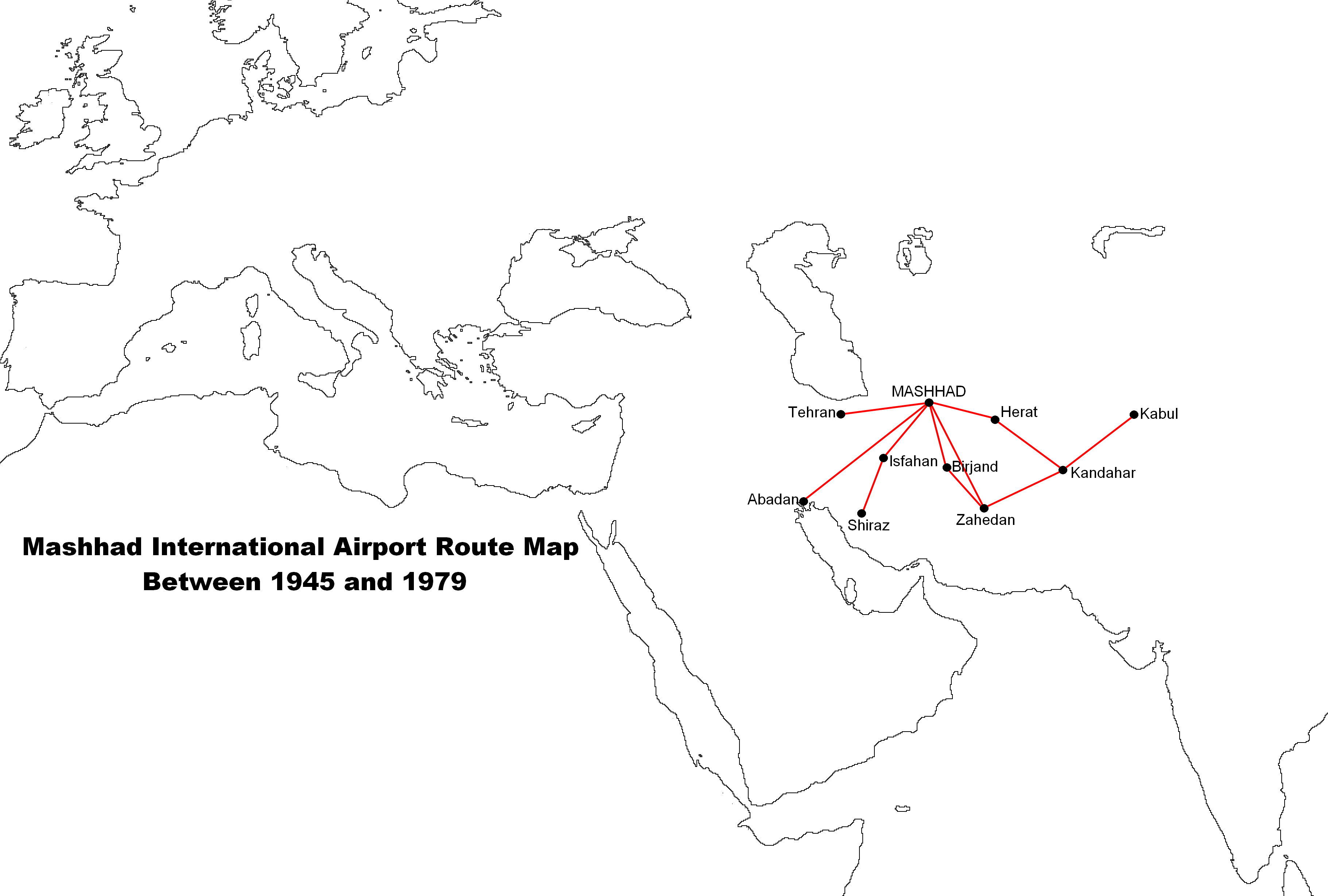
Maschhad
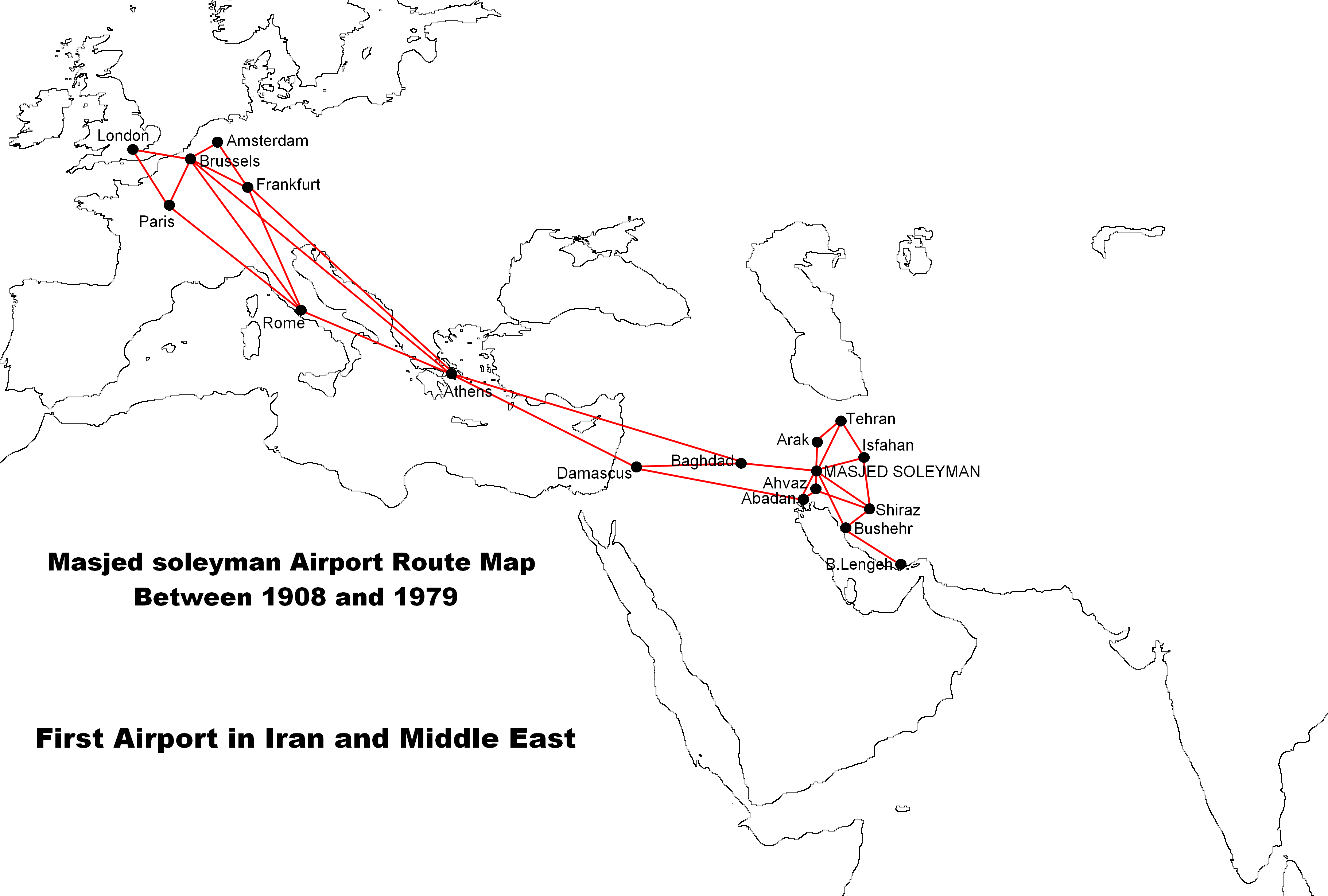
Masdsched Soleyman war der erste Flughafen in Iran und im Nahen Osten überhaupt
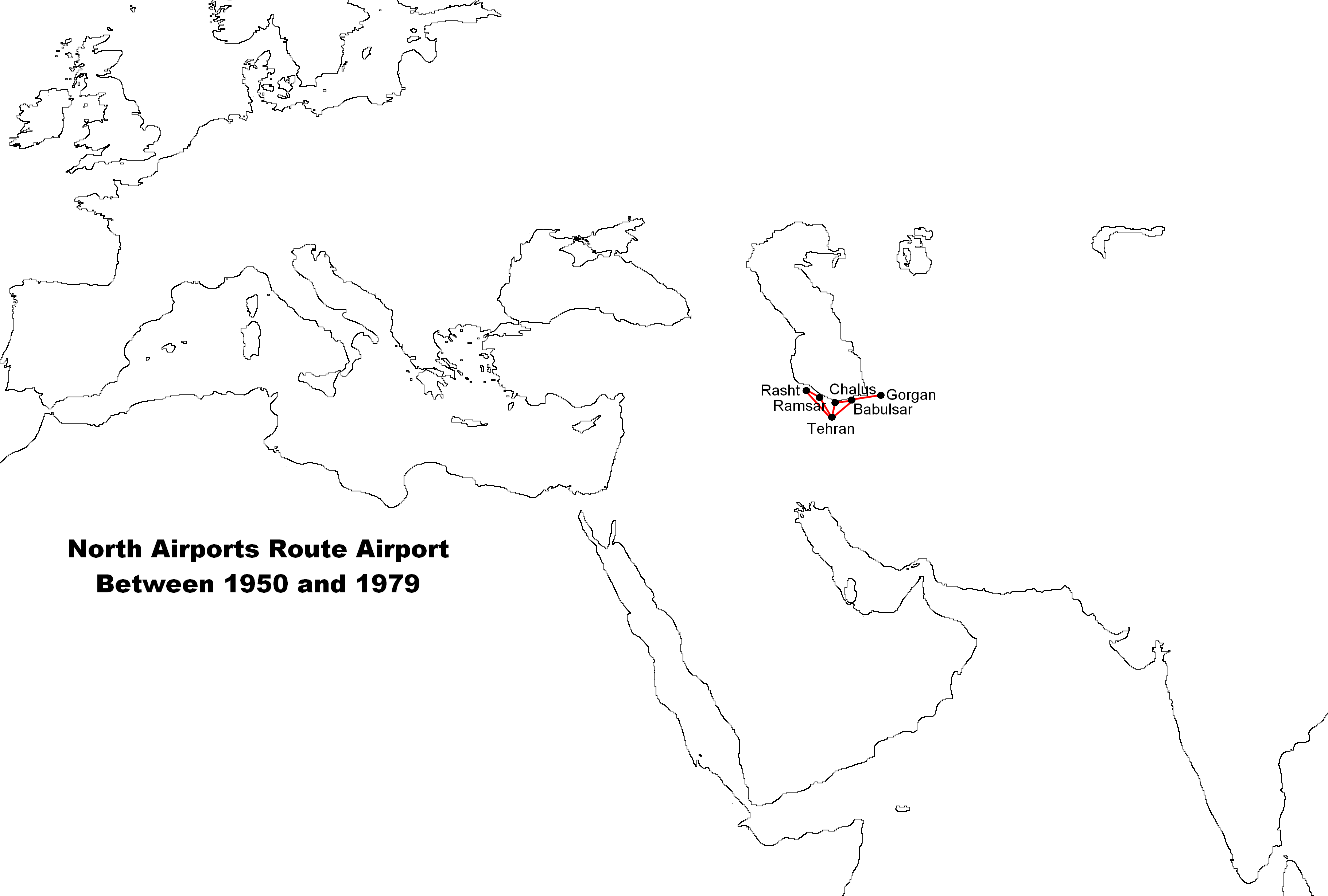
North Airports
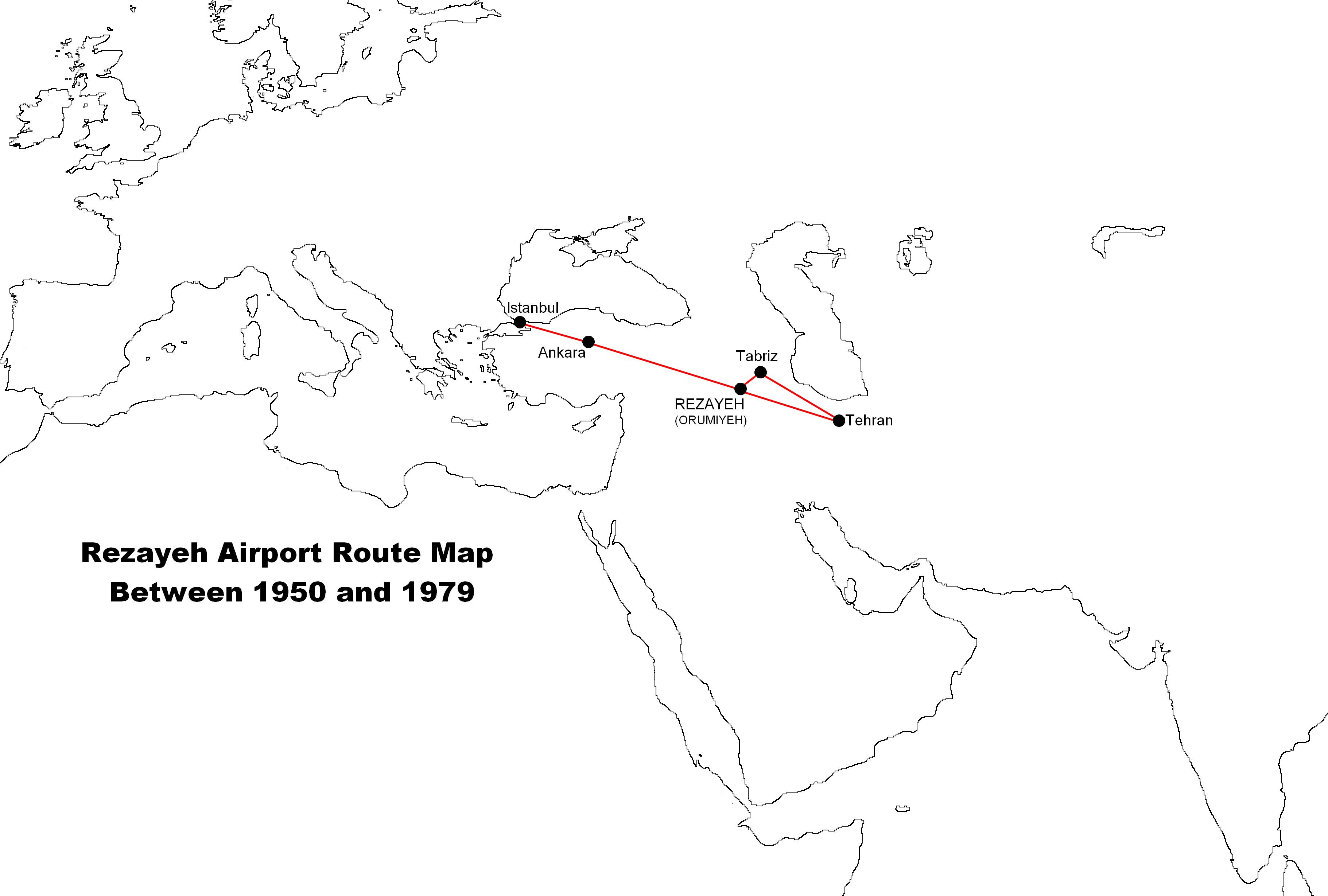
Orumiyeh
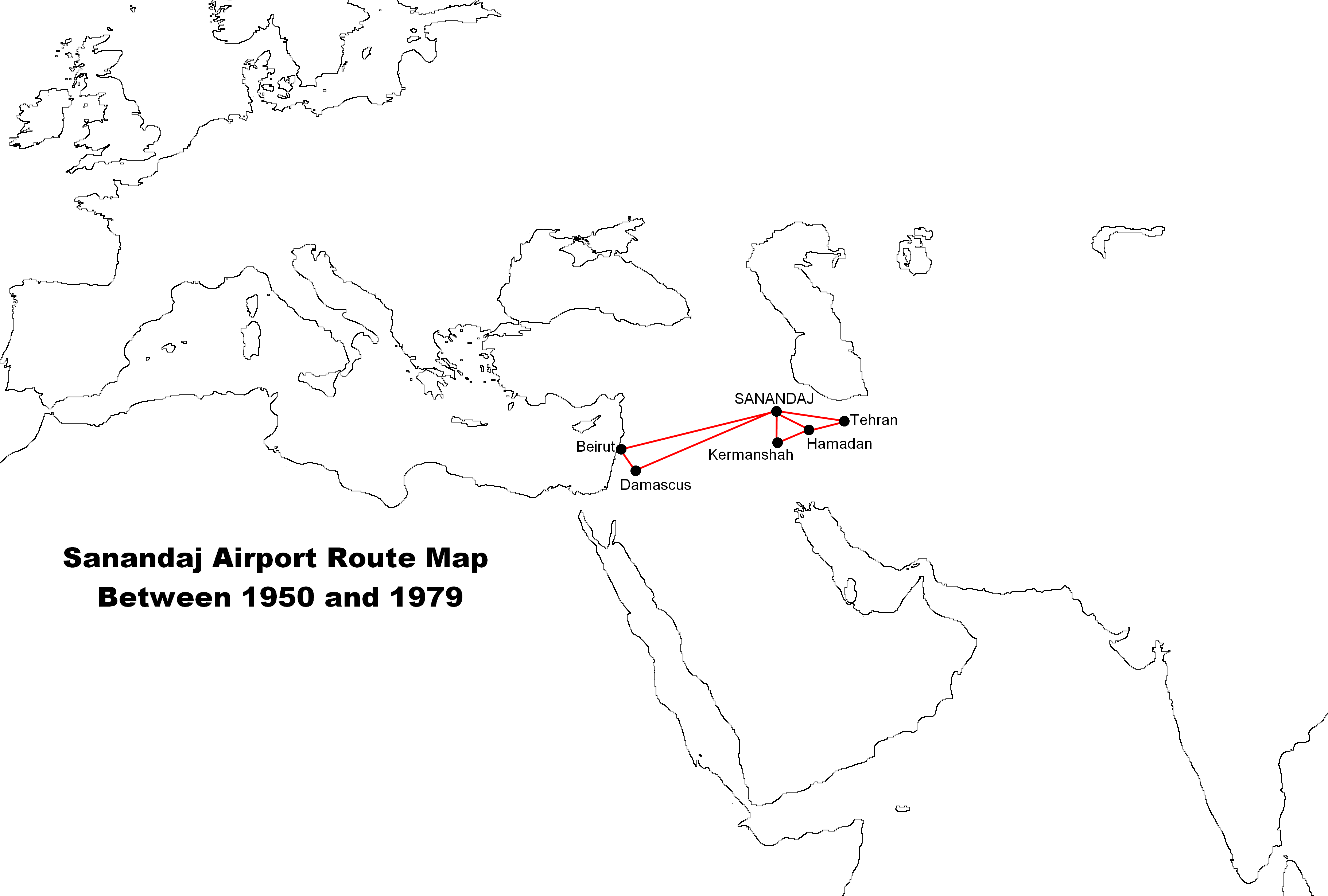
Sanandadsch
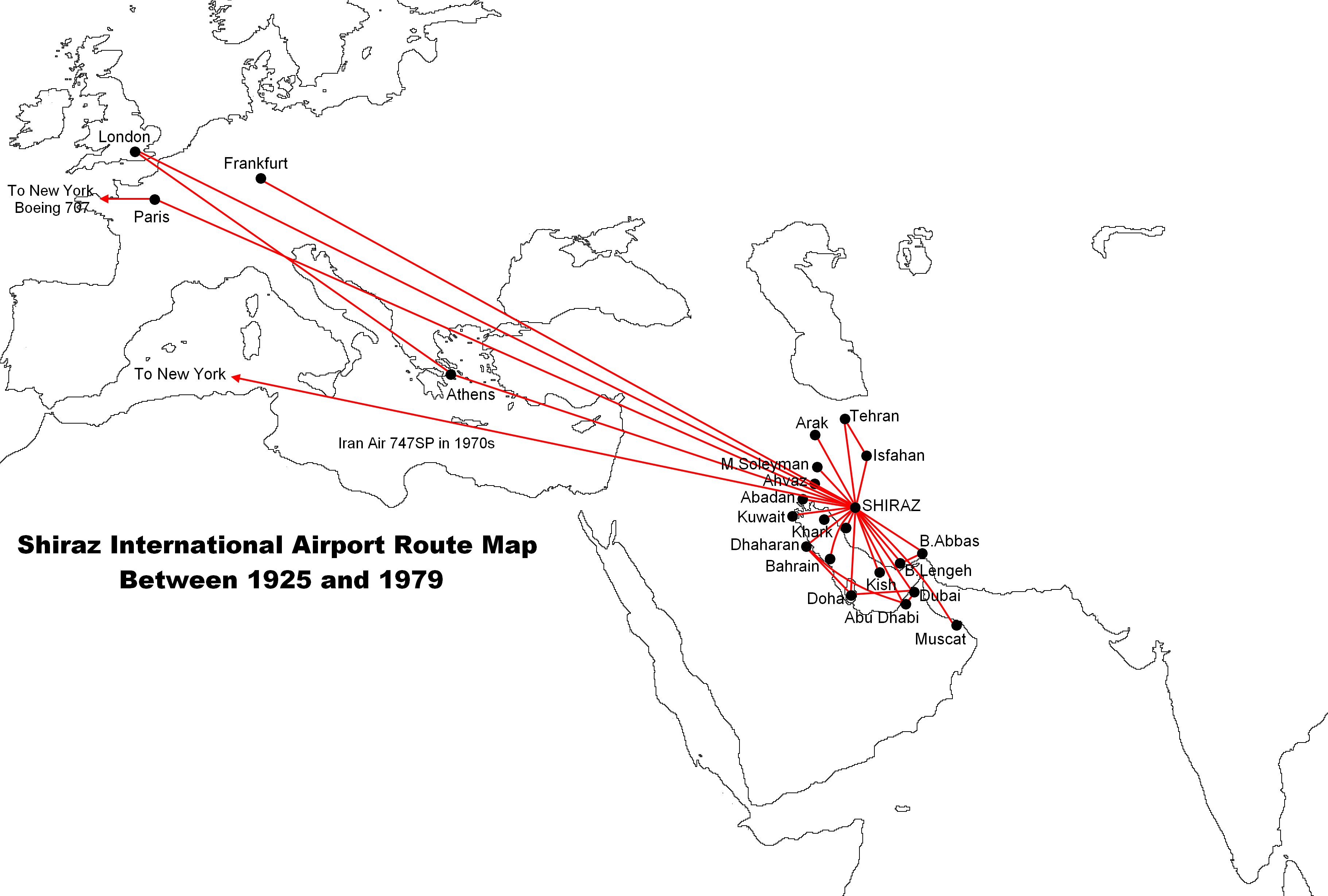
Schiras
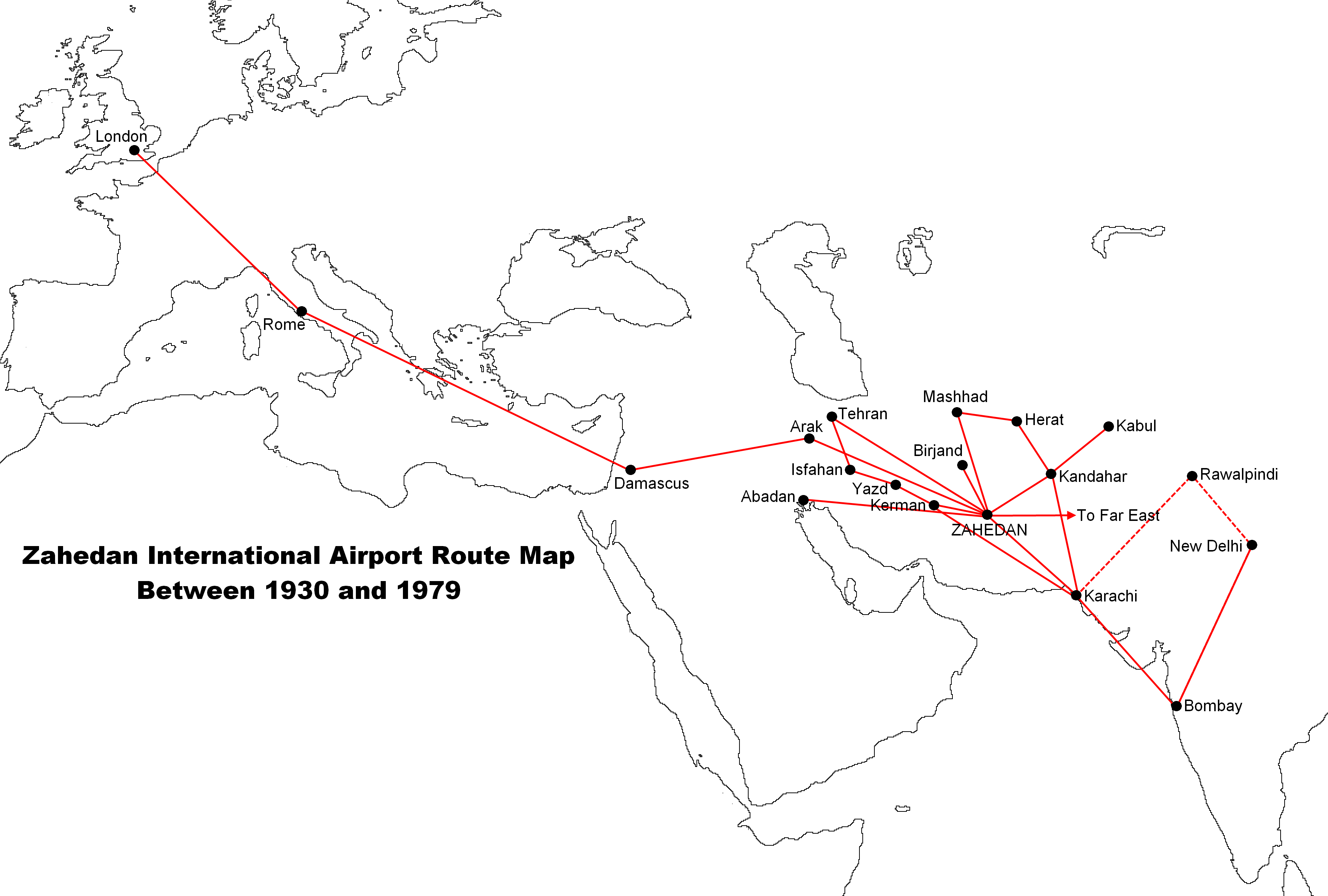
Zahedan